# 衡阳市第一中学
衡阳市第一中学（英語：Hengyang No.1 Middle School）位于湖南省衡阳市蒸湘区，为中国教育综合实力百强学校、中国特色学校、全国现代教育技术实验学校、全国青少年劳技教育发明创造实验学校、武警部队首批国防生生源基地、湖南省历史最悠久的省级重点中学、湖南省首批省级示范性高中。
学校师资力量雄厚，有特级教师6人，高级教师116人，一级教师108人，二级教师21人。

## 历史沿革
1884年，清朝湘军军事将领彭玉麟创办了“船山书院”，它是学校的前身。后来改名为“船山国学院”、“船山文科大学”，1927年，“船山书院”改名为“私立船山中学”。
1950年，衡阳市人民政府把“衡阳市立中学”、“私立含章中学高中”合并到“湖南私立船山中学”，改名为“衡阳市立第一中学”，搬迁到东洲岛，时任校长蒋壎、汤骥，学生600人。
1951年，衡阳市立第一中学派遣300人参加抗美援朝战争。
1952年，“衡阳市立第一中学”改名为“湖南省衡阳市第一中学”。
1953年9月到1964年12月，谭月笙出任校长，学生700人。
1958年，学校搬迁到丁家牌楼。
1965年1月何光臣任副校长。
1966年4月文圣禄任校长。
1966年4月，文圣禄担任校长。同时，文化大革命深入学校，学校正常秩序中断，进入整顿，直到1981年。
1968年，学校组织成立“革命委员会”，主任是李育松。
1970年到1978年，胡振国担任主任。
1978年10月到1980年12月，向安仁担任校长。
1980年12月到1984年2月，王豪担任校长。
1984年2月到1996年1月，颜卓华担任校长，学生陡增至2000名。
1996年1月，万和森担任校长，学生2300人。现任校长李仲辉。
2001年5月成立衡阳市一中教育集团，下辖公办性质的衡阳市一中、民办公助性质的船山实验中学、船山实验小学、完成民办性质的船山第二实验小学、旭升寄宿制学校。
2012年，湖南省教育厅对“攸县一中、衡阳市一中、溆浦县一中”三所省示范性普通高中做出停牌处理；对办学行为欠规范的“长沙县一中、岳阳市十五中、益阳市一中及其相关教育行政部门”提出通报批评。

## 学校文化

### 理念
依法治校、质量立校、科研兴校、文化强校

### 校训
努力创造奇迹

### 办学理念
教育即是服务

## 著名校友
- 杨度，清朝著名政治家。
- 谢彬，中华民国著名政治家。
- 滕文生，中共中央政策研究室主任。[1]
- 周觉，全国人大外事委员会前副主任。[1]
- 周远清，中华人民共和国教育部前副部长。[1]
- 方智远，中国工程院院士。[1]
- 曹希之，著名水稻专家。[1]

## 对外合作
日本福冈县饭塚高等学校和衡阳市第一中学为留学合作伙伴。

## 奖项
衡阳市第一中学先后荣获“全国现代教育技术实验学校”、“全国青少年劳动技术发明创造实验学校”、“全国‘2049’计划实验学校”、“湖南省电化教学示范学校”、“湖南省贯彻实施<学校体育工作条例>优秀学校”、“湖南省青少年科技活动示范基地”、“湖南省艺术教育先进学校”、“湖南省文明单位”、“湖南省文明卫生单位”、“湖南省民主治校先进单位”、“衡阳市文明单位”、“衡阳市高中教育质量优秀学校”等荣誉奖项。
。

## 学生奖项
2021年，衡阳市第一中学竞赛成就斐然。其中王子昱同学获得湖南省一等奖

## 师资力量
2016年9月8日，衡阳市教育局、衡阳市教育基金会授予衡阳市一中教师华先俊同志为“衡阳市优秀教师”。
衡阳市第一中学王中平教师、伍岳教师等教师深受学生喜爱。目前正在594班任教。